# Xystopyge alluaudi
Xystopyge alluaudi är en mångfotingart som beskrevs av Henri W. Brölemann 1920. Xystopyge alluaudi ingår i släktet Xystopyge och familjen Odontopygidae. Inga underarter finns listade i Catalogue of Life.